# Heim ins Reich
Heim ins Reich (česky domů do říše) je slogan objevující se od roku 1920 ve spojení s právem na sebeurčení pohraničních německých oblastí bývalého Rakouska-Uherska a používaný zejména v době německého nacionalismu jako politické heslo.

## Historie
V roce 1921/1922 vydalo nakladatelství v Düsseldorfu (Verlag Dobler) časopis Heim ins Reich. Časopis se zabýval připojením Německého Rakouska (Deutschösterreich) a právem na sebeurčení pohraničních oblastí Čech, Moravy a Slezska provincie bývalého Rakouska-Uherska, které se staly v 1918 části nového státu Československa. V roce 1923 se objevila v Grazu velkým nákladem mapa s nápisem Heim ins Reich! Friedensverträge sind nur Menschenwerk! (Domů do říše! Mírové smlouvy jsou jen lidské dílo!)
Rakousko-Německý národní spolek v Berlíně (Österreichisch-Deutsche Volksbund in Berlin) vlastnil od roku 1924 nakladatelství jménem Heim ins Reich, které až do podzimu 1933 vydávalo měsíčně časopis pod tímto heslem a propagovalo v časopise také připojení Rakouska k Německu.
V roce 1925 se konalo ve Vídni veřejné prohlášení NSDAP k připojení Rakouska a právě pod tímto heslem byly rozvěšeny plakáty k tomuto prohlášení.
Heslo bylo použito například také v dopise pro Hitlera ze 17. dubna 1934 známém pod Saarbrücker Bekenntnissynode proti Gleichschaltung evangelických církví nacionalistickým státem.
Při hlasování v roce 1935 bylo heslo použito znovu. Během sárského hlasování padala i jiná podobná hesla: „Deutsche Mutter, heim zu dir“ nebo „Nichts wie hemm“ („Německá matko, domů k tobě“ nebo „Nic než domov“).
Konrad Henlein použil heslo 15. března 1938 v jednom ze svých provolání, které zakončil slovy:
„Wir wollen als freie deutsche Menschen leben! Wir wollen wieder Frieden und Arbeit in unserer Heimat! Wir wollen heim ins Reich! Gott segne uns und unseren gerechten Kampf.“
Slogan se stal brzy oblíbeným heslem a nebyl používán jen v případě připojení Sudet a Rakouska k Německé říši, jak se v případě Sudet a „Anschlussu“ Rakouska stalo.

## Umsiedlung – Lebensraum Osten

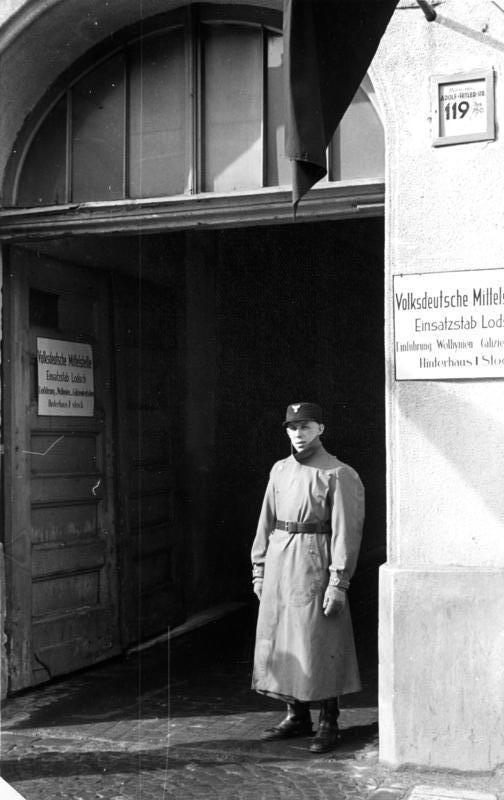
Stráž před vchodem VOMI Lodž (1940),
Obrázek od Německého zahraničního institutu

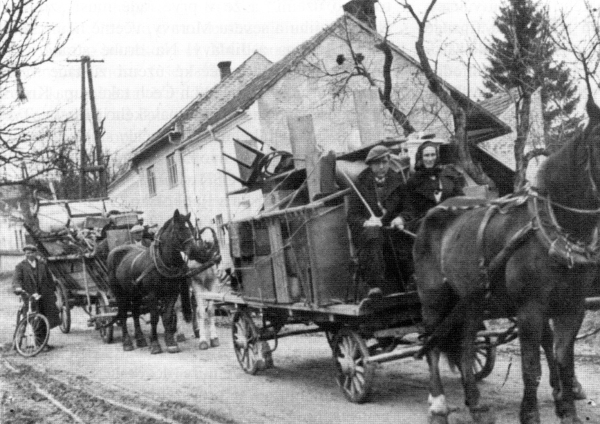
Vysídlení obce Rychtářov na Vyškovsku

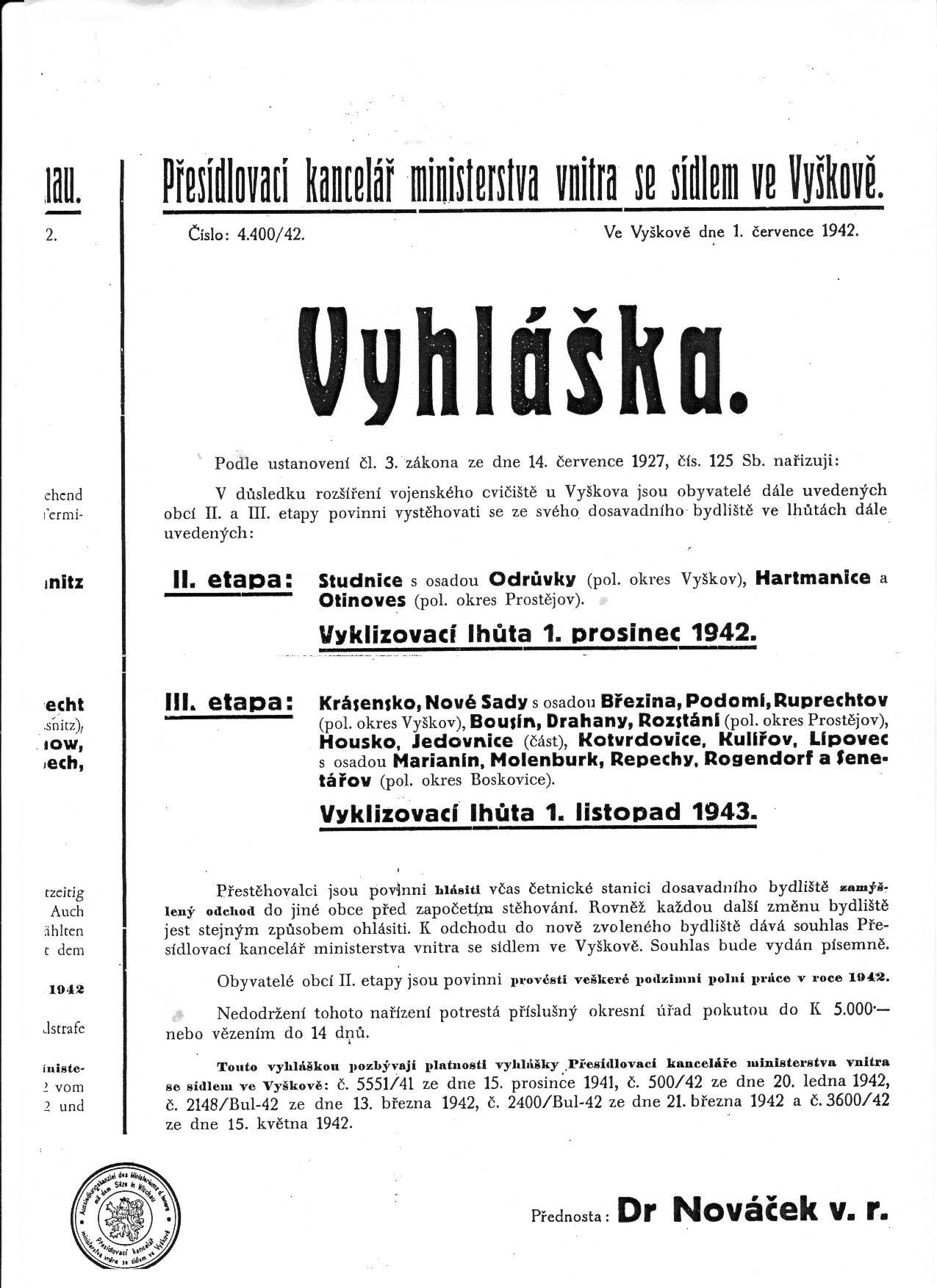
Vyhláška k vyklizení 33 obcí na Drahanské vrchovině

Heslo používal i Adolf Hitler při přesídlovací akci etnických Němců za účelem vytvoření Velkoněmecké říše. 
Ještě před vypuknutím druhé světové války, tj. v období od Mnichova 1938 do konce srpna 1939, bylo nuceno odejít ze Slovenska a z Maďarskem okupovaných území (jižní Slovensko, Podkarpatská Rus) téměř 65 tisíc osob do českých zemí.
První konkrétní kroky se objevily v roce 1939 po uzavření paktu mezi Hitlerem a Stalinem. Praktický průchod přesídlovací politiky prováděl Hlavní sociální úřad pro etnické Němce (VOMI – Hauptamt Volksdeutsche Mittelstelle). Tento státní úřad Národně socialistické německé dělnické strany se zabýval všemi záležitostmi etnických Němců. Od roku 1941 byl VOMI pod kontrolou SS a byl veden převážně Němci z pobaltských oblastí. Do anektovaných oblastí říšské župy Povartí a Západního Pruska přesídlila VoMi do roku 1940 kolem jednoho milionu tzv. Volksdeutsche.
Přesídlovací politika postihla také obyvatelstvo Jižního Tyrolska z Itálie, baltické Němce, Volyňské Němce z bývalého východního Polska a od roku 1940 Němce z Besarábie, Bukoviny a Dobrudže, Haliče a Občiny Kočevje ze Slovinska. Některé skupiny etnických Němců na těchto územích žily po staletí. Přesídlení Němci dostávali jako odškodné půdu na zabraném území v Polsku, Protektorátu Čechy a Morava nebo na území Dolního Štýrska.
5. září 1940 uzavřela Třetí říše smlouvu se Sovětským svazem o přesídlení pobaltských Němců. V říjnu následovaly smlouvy s pobaltskými státy Estonskem, Litvou a Lotyšskem, jejichž území byla v roce 1940 připojena k Sovětskému svazu. Na konci roku 1939 proběhly dohody s Itálií (21. října a 21. prosince) za účelem přesídlení Němců z Jižního Tyrolska na území Třetí říše. 22. října 1939 došlo k dohodě s Rumunskem, kde se jednalo o Němce z Besarábie, Dobrudži a Bukoviny.
| Rok     | Oblast původu          | Hlavní osídlovací oblast   | Počet osídlenců |
| ------- | ---------------------- | -------------------------- | --------------- |
| 1939    | Jižní Tyrolsko         | Severní Tyrolsko, Korutany | 100 000         |
| 1939    | Východní Polsko        | Říšské župy                | 28 000          |
| 1940    | Generální gouvernement | Říšské župy                | 30 000          |
| 1939/40 | Estonsko               | Říšské župy                | 13 000          |
| 1939/40 | Estonsko               | Říšské župy                | 49 000          |
| 1941    | Lotyšsko               | Říšské župy                | 16 000          |
| 1941    | Lotyšsko               | Říšské župy                | 50 000          |
| 1940    | Besarábie              | Říšské župy, Štýrsko       | 93 000          |
| 1940    | Severní Bukovina       | Říšské župy, Štýrsko       | 42 000          |
| 1940    | Jižní Bukovina         | Říšské župy                | 55 000          |
| 1940    | Severní Dobrudža       | Říšské župy                | 14 000          |
| 1941    | Kočevsko               | CdZ-oblast Dolní Štýrsko   | 11 500          |

## Lucembursko
Během druhé světové války se pokoušelo hnutí etnických Němců v Lucembursku pod heslem „Heim ins Reich“ o připojení Lucemburska k Třetí říši. Příslušníci hnutí byli přesvědčeni, že patří k německému národu. Většina obyvatelstva odmítla stát se součástí Říše, což vedlo ze strany Německa k těžkým sankcím a útlaku. Téma je zpracováno v dokumentárním filmu „Heim ins Reich“ (režie Claude Lahr) z roku 2004 a patří mezi nejúspěšnější lucemburskou filmovou produkci.

## Vysídlování českého obyvatelstva
V létě 1943 byl jmenován státním ministrem pro Čechy a Moravu K. H. Frank. V Protektorátu zřídil SS-Ansiedlungsstab (osídlovací štáb), který zajišťoval veškerou kolonizační politiku. Ještě v posledních měsících války bylo usídleno v oblasti severovýchodně od Prahy kolem 1 300 německých kolonistů. Plány na vysídlení českého obyvatelstva se začaly realizovat již v roce 1940, kdy bylo na poradě německých zemských radů stanoveno vytvoření tzv. německého zemského mostu, při kterém mělo být poněmčeno území od Litoměřic ku Praze. Dále bylo schváleno vytvoření německého koridoru, který povede přes Prahu, Brno a Olomouc až k Ostravě. Na jižní Moravě měly být osídleny oblasti jižně od Brna, které měly být propojeny s rakouskými župami. Český národ měl být postupně rozdělován do malých izolovaných celků a asimilován německým živlem. V praxi byla tato politika zahájena jako rozšiřování vojenských cvičišť v oblasti Milovic, Brd a na Drahanské vrchovině. Násilné vysídlení v oblasti Vyškovska, Boskovicka a Blanenska začalo roku 1941. Bylo při něm vystěhováno 33 obcí a své domovy nuceno opustit přes 18 tisíc obyvatel. Od roku 1942 probíhala největší vysídlovací akce na území Čech, při které bylo v několika etapách vysídleno na 65 obcí s více než 30 000 obyvateli z oblasti Benešovska, Neveklovska a Sedlčanska.[zdroj?]

## Galerie

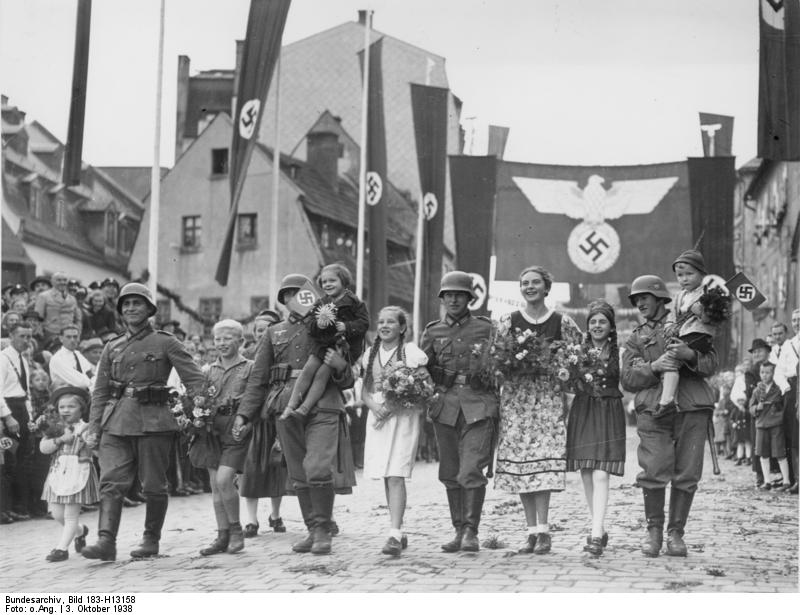
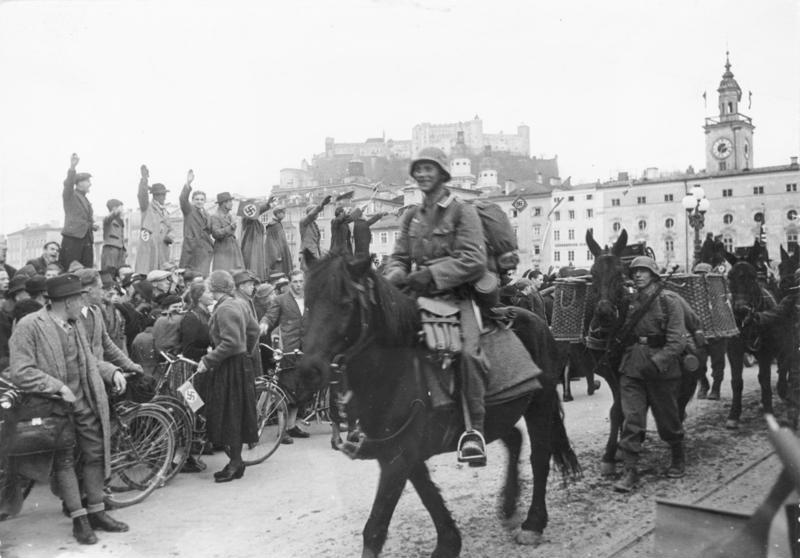
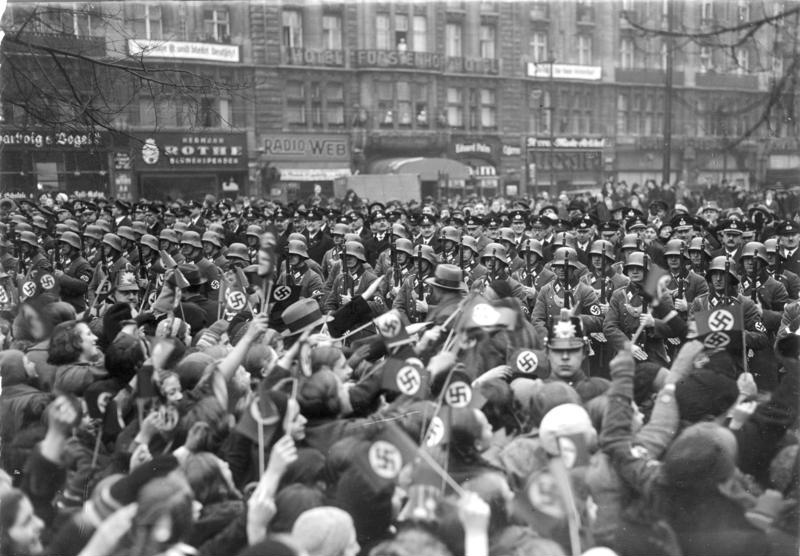
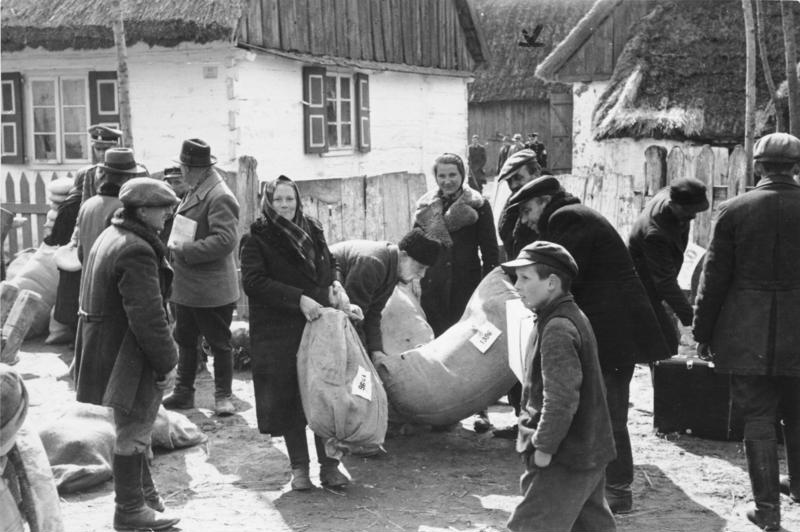
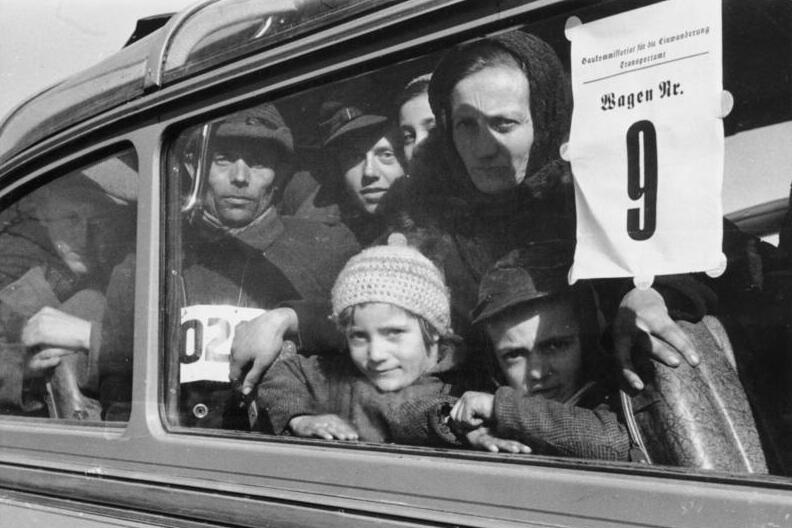

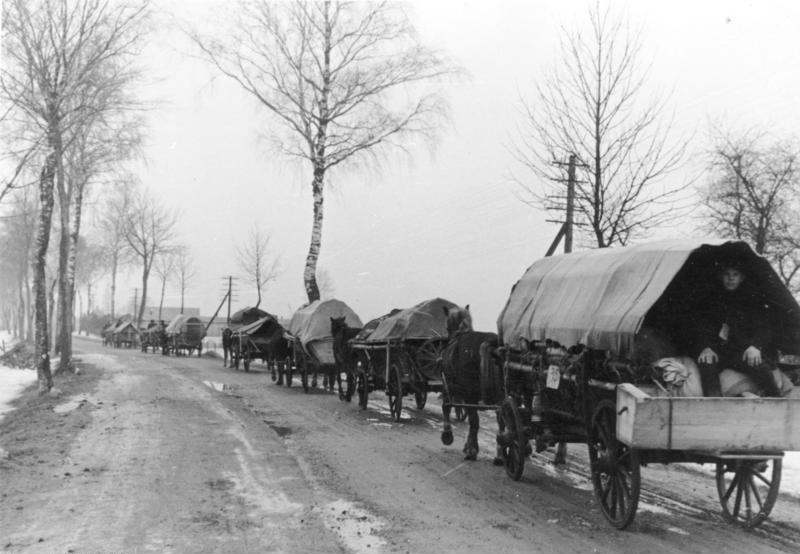
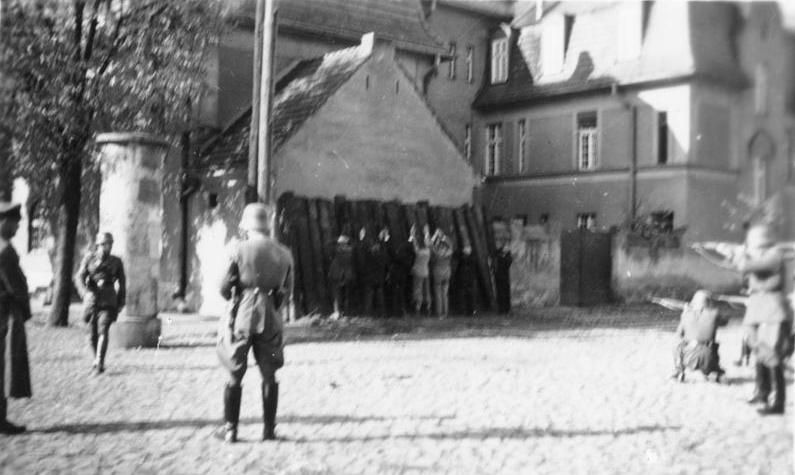
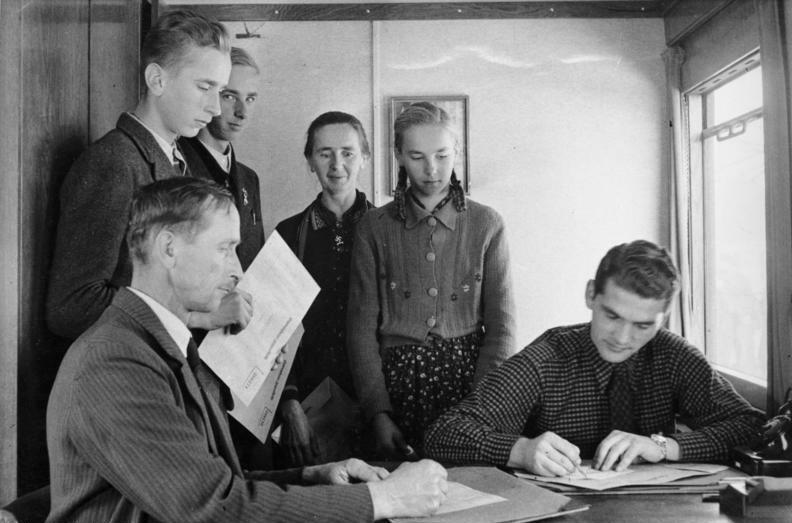
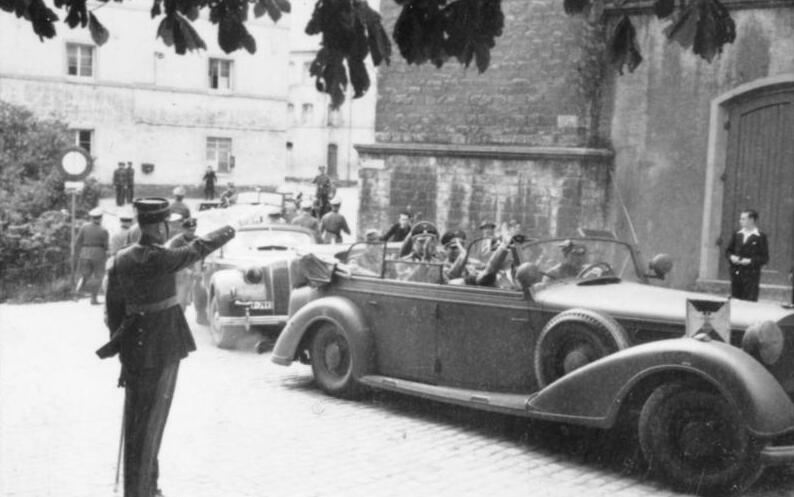
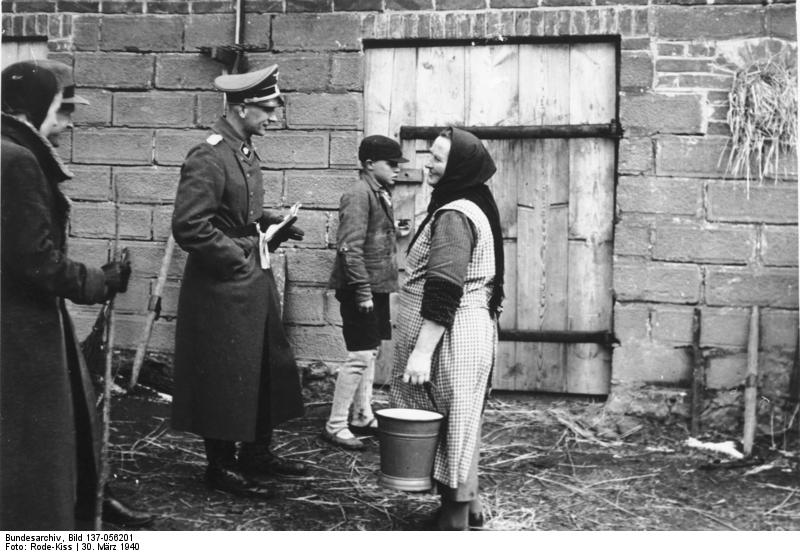